# Psychoda muscicola
Psychoda muscicola är en tvåvingeart som beskrevs av Vaillant 1963. Psychoda muscicola ingår i släktet Psychoda och familjen fjärilsmyggor. Inga underarter finns listade i Catalogue of Life.